# (2898) Neuvo
(2898) Neuvo ist ein Asteroid des Hauptgürtels, der am 20. Februar 1938 von dem finnischen Astronomen Yrjö Väisälä in Turku entdeckt wurde.
Der Asteroid ist nach Yrjö Neuvo, einem Enkel des Entdeckers, benannt.